# Estágios isotópicos de oxigênio marinho

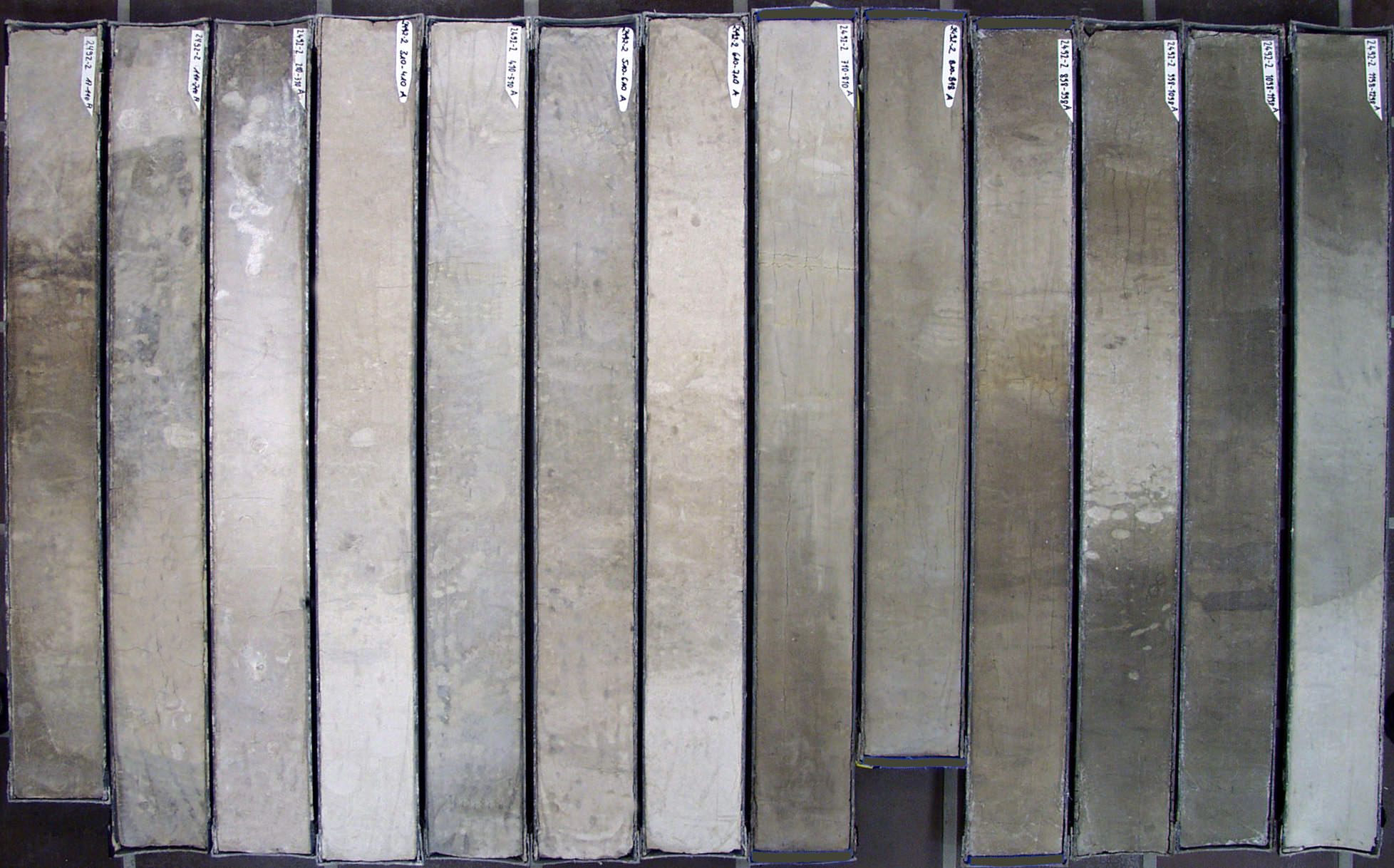
Seções nucleares marinhas do Atlântico Sul, com cerca de um milhão de anos de idade

Os estágios de isótopos de oxigênio marinhos, estágios de isótopos marinhos (MIS) ou estágios de isótopos de oxigênio (OIS), alternam períodos quentes e frios no paleoclima da Terra, deduzidos de dados de isótopos de oxigênio que refletem mudanças na temperatura derivadas de dados de amostras do núcleo do fundo do mar. Trabalhando para trás a partir do presente, que é MIS 1 na escala, estágios com números pares têm altos níveis de oxigênio-18 e representam períodos glaciais frios, enquanto os estágios de número ímpar são vales nas figuras de oxigênio-18, representando intervalos interglaciais quentes . Os dados são derivados de restos de pólen e foraminíferos (plâncton) em núcleos de sedimentos marinhos perfurados, sapropels e outros dados que refletem o clima histórico; estes são chamados proxies.

## Estágios
A seguir, são apresentadas as datas de início (além dos sub estágios do MIS 5) do MIS mais recente (Lisiecki & Raymo 2005, LR04 Benthic Stack). Os números, em milhares de anos antes do presente, são do site de Lisiecki. Os números para subestações na MIS 5 indicam picos de subestações em vez de limites.
MIS     Data de início
- MIS 1 -14 milênios, final do Dryas recente marca o início do Holoceno. A data LR04 de 14 milênios teve que acomodar intervalos de tempo menos bem estudados, e a data geralmente aceita de 11,7 milênios é a preferida.
- MIS 2 - 29
- MIS 3 - 57 (O MIS 2-4 é chamado de Último Período Glacial, glaciação de Wisconsin na América do Norte, glaciação Weichseliana na Europa)
- MIS 4 - 71
- MIS 5 - 130,geralmente subdividido em 5a a 5e:
  - MIS 5a - 82 (pico do subestágio interglacial)
  - MIS 5b - 87 (pico do subestágio glacial)
  - MIS 5c - 96 (pico do subestágio glacial)
  - MIS 5d - 109 (pico do subestágio glacial)
  - MIS 5e - 123 (pico do subestágio interglacial eemiano ou Ipswichiano na Grã-Bretanha)
- MIS 6 - 191 (Illacialiano glacial na América do Norte, Saaliano no norte da Europa e Wolstoniano na Grã-Bretanha)
- MIS 7 - 243 (Aveley Interglacial na Grã-Bretanha)
- MIS 8 - 300
- MIS 9 - 337 (Purfleet Interglacial na Grã-Bretanha)
- MIS 10 - 374
- MIS 11 - 424 (Hoxniano Interglacial  na Grã-Bretanha)
- MIS 12 - 478 (Angliano Glacial na Grã-Bretanha, Elster glaciação na América do Norte)
- MIS 13 - 524
- MIS 14 - 563
- MIS 15 - 621
- MIS 16 - 676
- MIS 17 - 712
- MIS 18 - 761
- MIS 19 - 790 (Reversão de Brunhes-Matuyama)
- MIS 20 - 814
- MIS 21 - 866

A lista continua para o MIS 104, começando há 2614 milhões de anos.